# ستا هاکوپیان
ستا هاکوپیان (ارمنی: Սեդա Հակոբյան؛ انگلیسی: Seta Hagopian; عربی: سیتا هاکوبیان؛ زادهٔ ۲۸ ژوئیهٔ ۱۹۵۰) خواننده ارمنی‌تبار اهل عراق است. وی بین سال‌های ۱۹۶۸ تا ۱۹۸۴ میلادی فعالیت می‌کرد. وی به خاطر Warm voice of Iraq شناخته می‌شود و به لقب فیروز عراق را داه‌اند.

## زندگی‌نامه
وی در ۲۸ ژوئیه ۱۹۵۰ در منطقه جنینه بصره به دنیا آمد . پدرش، آرشاک پطروس بازیکن تنیس بود که در دهه‌های ۱۹۵۰ و ۱۹۶۰ میلادی به نمایندگی از عراق در رقابت‌های بسیاری شرکت نمود. ستا با آهنگسازان برجسته ای  همچون طارق الشبلی، فاروق هلال، الیاس رحبانی و احمد قاسم همکاری نمود. وی عراق را در سال ۱۹۹۷ ترک نمود و هم‌اکنون در تورنتو، کانادا زندگی می‌کند. وی دو فرزند دختر به نام‌های نوُوا و نایرا دارد.

## نگارخانه

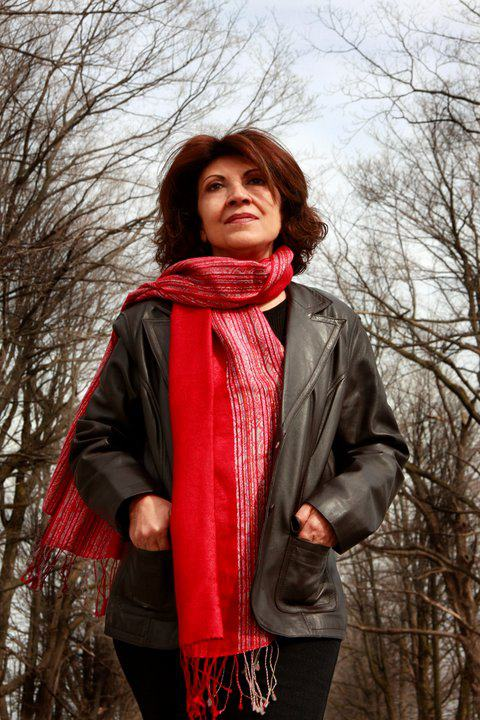
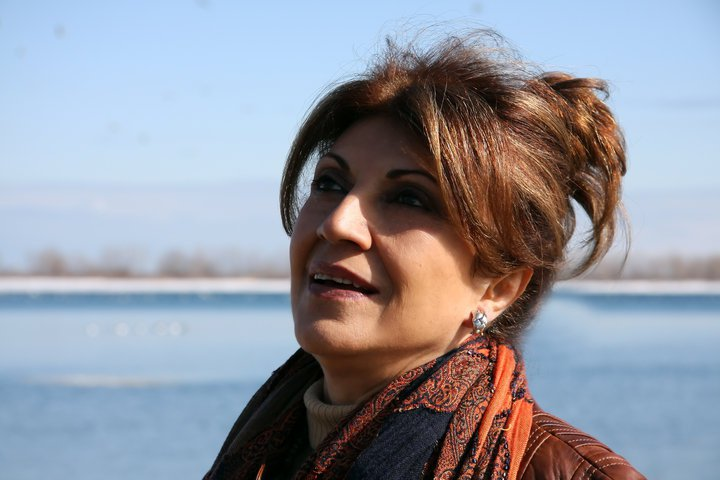

## برخی ترانه‌های سیتا
- دروب السفر (صغیرون)
- الولد
- ما اندل دلونی
- بهیدة